# Llucià Colomines
Llucià Colomines (Perpiñán ? - Mallorca, 1460) fue un poeta y gramático español en lengua catalana.

## Biografía
Estudió artes liberales en Perpiñán, ciudad donde nació, según indica Pere Miquel Carbonell. Después se trasladó a Valencia y a Játiva, donde quedó ciego, y finalmente se embarcó hacia Mallorca, donde murió. Pere Miquel Carbonell lo incluyó en su libro De viris illustribus catalanis. 
Según Mariàngela Vilallonga, Llucià Colomines habría hecho determinadas adiciones al Doctrinal, el tratado gramatical de Alexandre de Villadei, contenidas en un manuscrito del Archivo Capitular de Gerona, en el que por lo cual sería cierto el que indicó Pere Miquel Carbonell, en el sentido que Colomines sería autor de una Gramática en verso.

## Obras
- De casu et fortuna
- De accentu cum additionibus Lucianu Perpinianensi, Tractatus Alexandri foeliciter incipit
- Carmina